# Turritella aurocincta
Turritella aurocincta is een slakkensoort uit de familie van de Turritellidae. De wetenschappelijke naam van de soort is voor het eerst geldig gepubliceerd in 1875 door Martens.